# Edson & Tita
Edson e Tita é uma dupla brasileira de bossa nova com temáticas cristãs, formada pelos músicos Edson Lobo e Tita Lobo, no início da década de 80. Fazendo parcerias com vários músicos da cena nacional, como Paulo Jobim, João Donato, Danilo Caymmi e Toninho Horta, gravaram o primeiro disco, como uma dupla, em 1982. O disco Novidade de Vida contou com composições autorais de Edson e Tita, com arranjos de Paulo Jobim. Este disco foi considerado, por vários historiadores, músicos e jornalistas, como o 17º maior álbum da música cristã brasileira, em uma publicação de 2015.
Anos mais tarde, Tita processou Tom Jobim por um plágio de uma das canções do disco Novidade de Vida, o qual Tom foi declarado inocente, depois.
A banda divulgava o disco Novidade de Vida em eventos pelo país, especialmente teatros, juntamente com a banda de rock Rebanhão e a atriz Darlene Glória. O disco sucessor foi Partiu do Alto, distribuído pela Gospel Records.
O terceiro trabalho da banda foi lançado em 2003. Intitulado, Gosto Tanto, trouxe a participação de Ed Motta na música "Something Divine". Também contendo canções não-religiosas, o trabalho foi gravado em parceria com vários músicos, como João Donato, Jessé Sadoc, Robertinho Silva, Duduka da Silva, Ricardo Pontes, Célia Vaz e Maucha Adnet.
O quarto álbum saiu somente onze anos depois, em 2014. Intitulado Uma Festa na Vida da Gente, seguiu-se as influências de bossa-jazz das obras anteriores.

## Discografia
- 1982: Novidade de Vida
- 1990: Partiu do Alto
- 2003: Gosto Tanto
- 2014: Uma Festa na Vida da Gente